# Umut Ünlü
Umut Ünlü (* 2. November 2002 in Eberbach) ist ein deutscher Fußballspieler. Der linke Verteidiger steht in der Schweiz bei den Grasshoppers Zürich unter Vertrag.

## Karriere
Ünlü machte seine ersten Fußballschritte beim TSV Buchen. Von dort wechselte er anschließend in die Jugend der SpVgg Neckarelz. Im Jahr 2017 wechselte er in die Nachwuchsabteilung der Würzburger Kickers. Bei den Kickers durchlief er die U-17 und U-19-Jugendmannschaften. 
Im Juli 2020 unterschrieb Ünlü seinen ersten Profi-Vertrag bei den Kickers. In der Saison 2020/21 wurde er erstmals in einem Spiel der Kickers eingesetzt. Im Landespokal Bayerns kam er im Halbfinale am 1. September 2020 beim 5:1-Sieg gegen Aschaffenburg zu seinem Debüt. Am 26. September stand er zudem im Kader der Kickers im Spiel gegen Fortuna Düsseldorf, blieb jedoch ohne Einsatz. Er musste bis zum 34. Spieltag auf einen Einsatz warten. Am 23. Mai kam er zu seinem Profi-Debüt in der zweiten Bundesliga beim 1:1-Unentschieden im Spiel gegen den SC Paderborn. Er wurde in der 89. Minute für Arne Feick eingewechselt. Im Sommer 2021 wechselte er in die Schweiz zum Grasshopper Club Zürich, für dessen U-21-Mannschaft in der viertklassigen 1. Liga er spielt.